# Oskar Thulin

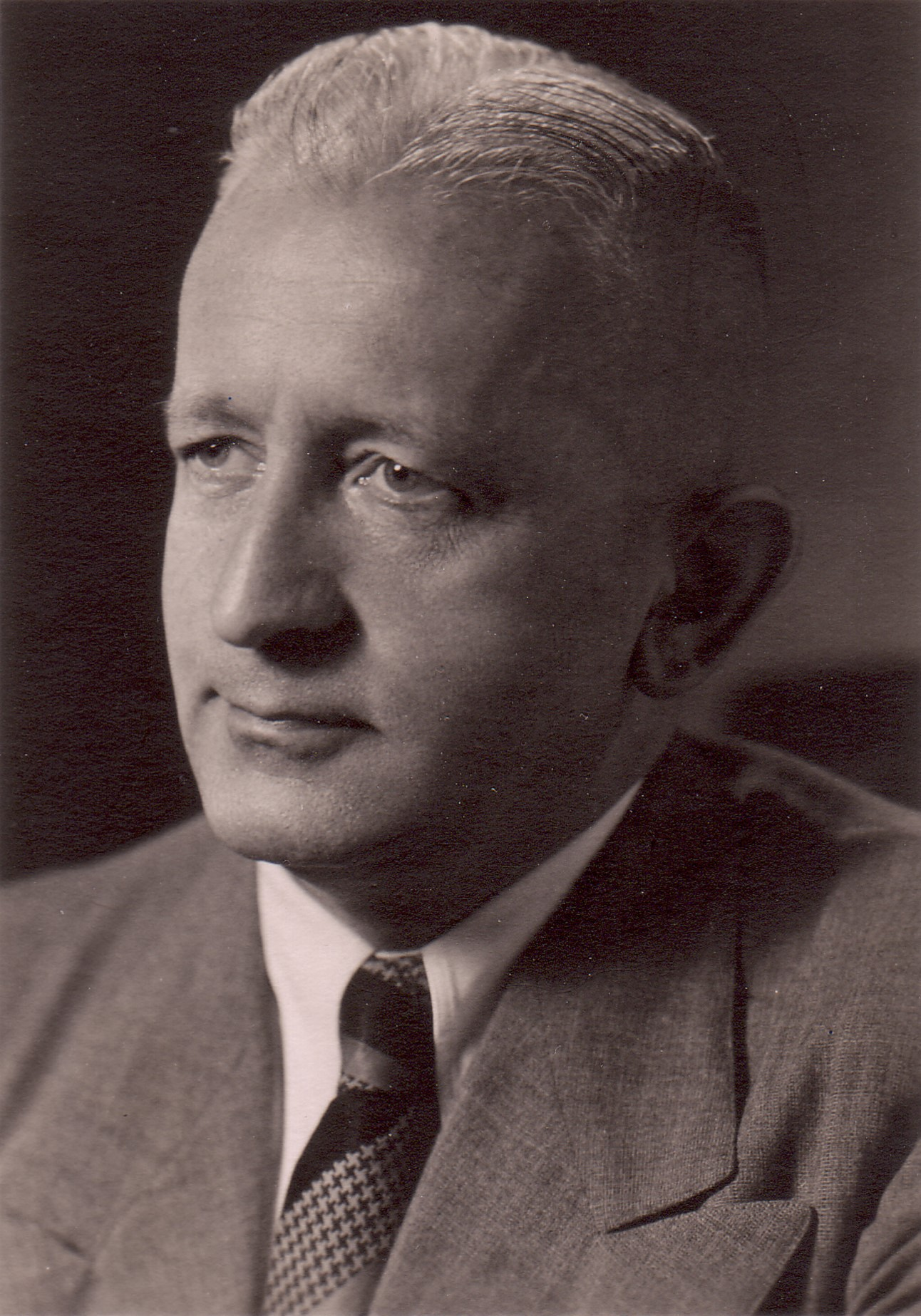
Oskar Thulin

Oskar Thulin (* 13. Oktober 1898 in Aschersleben; † 18. Februar 1971 in Lutherstadt Wittenberg) war ein deutscher evangelischer Theologe, Kunst- und Reformationswissenschaftler. Von 1930 bis 1969 war er der erste hauptamtliche Direktor des Museums Lutherhalle in Wittenberg.

## Leben

### Kindheit, Jugend und Ausbildung
Oskar Thulin wurde als Sohn eines aus Schweden eingewanderten Handwerkers (Schneider) und einer deutschen Mutter geboren. Die Familie zog bald nach Halle. Dort besuchte er das Gymnasium. Nach dem Abitur studierte er in Halle von 1917 bis 1921 Theologie. Zu dieser Zeit engagierte er sich in der jugendbewegt-reformierten Hochschulgilde Pachantei. Sein wichtigster Lehrer wurde der Professor für Kirchengeschichte und Christliche Archäologie Johannes Ficker. Er lenkte Thulins Interesse auf die Christliche Kunst. Diesem Thema blieb Thulin sein Leben lang verbunden. Von 1918 bis 1920 gehörte Thulin dem Freikorps Halle an, von 1919 bis 1923 dem Freikorps Oberland.
Während seiner Assistentenzeit bei Ficker von 1923 bis 1925 bereitete er seine Dissertation vor. Von 1925 bis 1927 absolvierte er seine kirchliche Ausbildung, beginnend mit dem Vikariat, danach das zweite theologische Examen und die Ordination zum Pfarrer. Im Anschluss daran ermöglichte es ihm ein Reichsstipendium, bis 1929 am Deutschen Archäologischen Institut in Rom zu arbeiten.

### Vom Berufseinstieg bis zum Kriegsende
Am 1. Januar 1930 trat Thulin seinen Dienst als erster hauptamtlicher Leiter des Museums Lutherhalle in Wittenberg an. Das Museum befindet sich im Lutherhaus, dem einstigen Wohnhaus Martin Luthers, und beherbergt die größte reformationsgeschichtliche Sammlung der Welt.
Am 15. Januar 1930 verlieh ihm die Universität Halle den Titel eines Lizentiaten der Theologie für die Arbeit Johannes der Täufer im geistlichen Schauspiel des Mittelalters und der Reformationszeit. 1933 habilitierte er sich in Halle mit der Arbeit Die Christusstatuette im Museo Nazionale Romano. Die Universität Halle ernannte ihn am 13. Mai 1933 zum Privatdozenten an der theologischen Fakultät.
Von den 1933 an die Macht gelangten Nationalsozialisten erwartete Thulin eine Erneuerung, die der Kirche mehr Einfluss verschaffen sollte. Der neue Staat betonte von Anfang an die Bedeutung Martin Luthers für das deutsche Volk. Zum 1. April 1933 trat Thulin in die Nationalsozialistische Deutsche Arbeiterpartei ein (Mitgliedsnummer 3.492.818). Am 1. Oktober 1933 trat er auch der Sturmabteilung (SA) bei.
Gemeinsam mit dem im Zuge der Gleichschaltung zum Bürgermeister Wittenbergs ernannten Werner Faber lud Thulin am 9. August 1933 Adolf Hitler persönlich zu den Lutherfesttagen ein. Die Jubiläumsfeiern sollten „ein machtvolles Bekenntnis zu den Glaubenskräften sein, die ein festes zukunftsstarkes Band um Evangelium, Volk und Kirche schließen werden.“ In seiner Funktion als Stadtrat initiierte Thulin 1933 und 1934 die Lutherfestspiele, die der Inanspruchnahme Luthers durch die Nazis und die Deutschen Christen dienen sollten. Für Thulin wurde außerdem das dem Lutherhaus angeschlossene Direktorenhaus gebaut. In seiner Tätigkeit als Museumsdirektor aktualisierte Thulin während des Nationalsozialismus einzelne Bestandteile des Reformationsgeschehens, um ihnen eine zeitgenössische Relevanz zuzuordnen. Nach Einschätzung Silvio Reichelts stellte Thulin durch die Konzentration auf die Person des Reformators die Lutherzeit als eine Geschichte von Helden und Führern dar, „um den Führerstaat als Erfüllung deutscher Geschichte begreif- und begehbar zu machen.“ Für Stefan Laube mutierte Luther dadurch „zu einem geschichtslosen deutschen, unmittelbar gegenwärtigen Mythos“.
Am 10. Oktober 1934 heiratete Thulin die Pfarrerstochter Irmgard Lohmann und zog mit ihr in das zum Direktorenhaus umgebaute ehemalige Wirtschaftsgebäude neben dem Lutherhaus. Dem Ehepaar wurden sechs Kinder geboren. 1935 erhielt er von der theologischen Fakultät der Martin-Luther-Universität Halle-Wittenberg einen Lehrauftrag für Christliche Archäologie und Reformationskunde. Am 2. März 1940 wurde er zum außerordentlichen Professor in Halle ernannt. Thulin gestaltete die Dauerausstellung im Lutherhaus teilweise neu und erarbeitete mehrere Sonderausstellungen.

### Vom Kriegsende bis zum Tod
Ende 1945 verlor Thulin als ehemaliges Mitglied der NSDAP seinen Lehrauftrag an der Martin-Luther-Universität Halle-Wittenberg. In Wittenberg wurde ihm im Zuge der Entnazifizierung die nominelle Leitung der Lutherhalle entzogen. Er durfte aber unter dem nebenamtlich als Leiter tätigen Studienrat Kliche seine Arbeit in der Lutherhalle fortsetzen, allerdings mit dem geringen Gehalt eines wissenschaftlichen Mitarbeiters. Erst 1952 wurde er wieder als nomineller Leiter eingesetzt.
Nach der Beseitigung der größten Kriegsschäden und der Rückholung der ausgelagerten Sammlungsgüter konnte Thulin die Lutherhalle am 18. Februar 1946 zum 400. Todestag von Martin Luther wieder eröffnen. Bald gab es Sonderausstellungen, und weitere Museumsräume wurden neu gestaltet.
1955 erhielt Thulin einen Lehrauftrag für Christliche Archäologie und Kirchliche Kunst an der Theologischen Fakultät der Universität Leipzig. Er hielt Vorlesungen und Übungen und veranstaltete jährlich eine Studienfahrt bis zu seiner schweren Erkrankung im Jahre 1964. Die Theologische Fakultät der Universität Erlangen ernannte ihn 1956 zum Ehrendoktor. Seit 1930 unterrichtete Thulin Christliche Kunst im Evangelischen Predigerseminar, das im benachbarten Augusteum untergebracht war. Von 1948 bis 1960 bestand in Wittenberg die Evangelische Predigerschule, an der Thulin ebenfalls unterrichtete. Thulin war Mitglied des Leiterkreises der 1947 in Wittenberg gegründeten Evangelischen Akademie Sachsen-Anhalt. Er veranstaltete bis 1963 jährlich Tagungen mit christlichen Künstlern in der Lutherhalle.
Im Vortragsraum der Lutherhalle, dem Refektorium lud Thulin von 1947 bis 1964 interessierte Bürger Wittenbergs im Rahmen des Lutherhallen-Arbeitskreises ein, Vorträge und Referate über Themen der Reformationsgeschichte und der Christlichen Kunst zu halten. Jährlich wurde eine Studienfahrt unternommen. 1964 erkrankte Thulin schwer. Mit eingeschränkter Arbeitszeit konnte er das Museum bis zum Eintritt in den Ruhestand im Sommer 1969 leiten. Er verstarb am 18. Februar 1971 in Wittenberg und wurde auf dem örtlichen Friedhof beigesetzt.
Thulin war seit 1930 Mitglied der Luther-Gesellschaft und seit 1939 Korrespondierendes Mitglied des Deutschen Archäologischen Instituts. Er veröffentlichte Bücher, zahlreiche wissenschaftliche Aufsätze und Artikel für Lexika. Eine vollständige Bibliographie findet sich bei Christian Mai. Sein Buch Martin Luther. Sein Leben in Bildern und Zeitdokumenten erschien 1958 in der BRD und 1963 in der DDR. Es wurde für die 1966 in den USA erschienene Ausgabe ins Englische übersetzt. Der reich bebilderte Band Cranachaltäre der Reformation erschien 1955 und wurde zum Standardwerk der Lucas-Cranach-Literatur. Eine ausgedehnte Vortragstätigkeit über Christliche Kunst und über Reformationsgeschichte führte ihn durch ganz Deutschland (DDR und BRD) und in zahlreiche Länder (u. a. Schweden, Finnland, Ungarn, Italien).

## Wirken in der Lutherhalle

### Weimarer Republik und Zeit des Nationalsozialismus

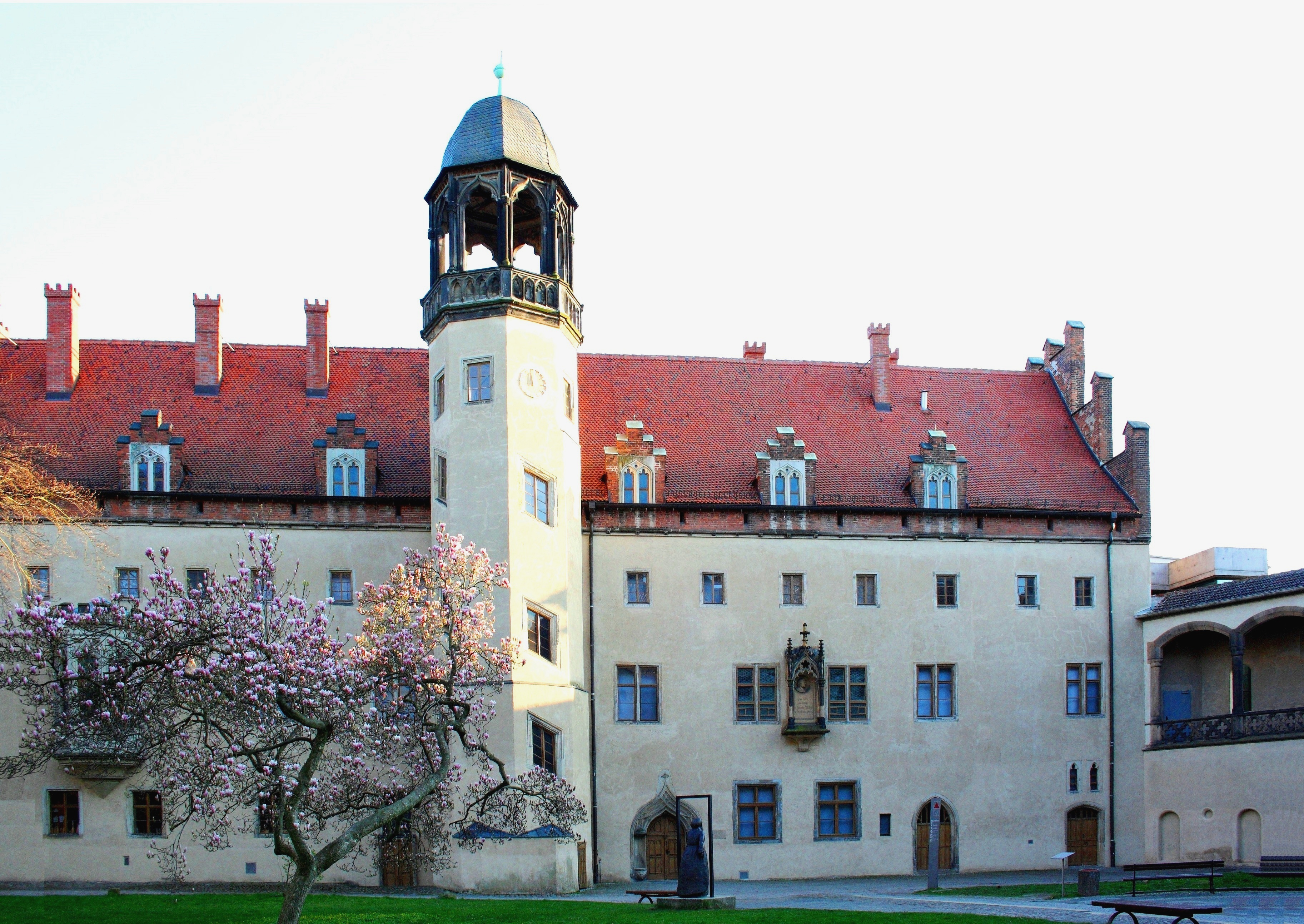
Lutherhaus

Das 1883 als Lutherhalle gegründete Museum, seit 2003 Lutherhaus genannt, beherbergt die größte reformationsgeschichtliche Sammlung der Welt. Von seiner Gründung an wurde das Museum nebenamtlich vom jeweiligen Direktor („Ephorus“) des im benachbarten Augusteum untergebrachten Evangelischen Predigerseminars betreut. Ein Kuratorium, in dem Vertreter des Freistaates Preußen und der Kirche der Altpreußischen Union saßen, wirkte als Aufsichtsbehörde und bestand bis 1945. Am 1. Januar 1930 wurde Thulin der erste hauptamtliche Direktor. Zu seinem Gehalt trugen Staat und Kirche bei: Zwei Drittel kamen vom Freistaat Preußen, ein Drittel steuerte der Evangelische Oberkirchenrat der Kirche der Altpreußischen Union bei. Die Leitung des Museums betrachtete Thulin als seine Lebensaufgabe. Hier blieb er bis zum Eintritt in den Ruhestand im Jahre 1969.
Von Beginn an setzte Thulin in seiner Tätigkeit besondere Schwerpunkte. Neben der Präsentation historischer Druckschriften in zahlreichen Ausstellungstischen (so in der vorgefundenen Ausstellung) war ihm die Arbeit mit den Menschen wichtig, die in die Lutherhalle kamen. Geprägt durch seinen Lehrer Johannes Ficker wollte er durch „Anschauung“ einen besseren Zugang zu den Besuchern finden. Es wurden mehr Bildexponate und mehr erläuternde Schrifttafeln eingesetzt. In seiner Schrift Das wissenschaftliche Prinzip der Lutherhalle in Wittenberg beschrieb er seine museumspädagogischen Zielsetzungen. Im Refektorium, dem ehemaligen Speiseraum des Klosters, schuf er einen Raum für Vorträge, Tagungen und Sonderausstellungen. Größere Ausstellungen gestaltete er 1934 zum Thema 400 Jahre Deutsche Bibel und 1936 zu Johannes Bugenhagens 450. Geburtstag.
Während des Zweiten Weltkriegs sorgte Thulin für die Auslagerung der wichtigsten Teile der Sammlungen. Das Sammlungsgut wurde in 110 Kisten verpackt und auf 11 Dörfer der Umgebung von Lutherstadt Wittenberg verteilt, zum Teil bei mit Thulin persönlich bekannten Gutsverwaltern. Einige wichtige Dokumente wurden im Tresor der örtlichen Sparkasse gelagert. 1945 fielen Bomben in der Nähe des Lutherhauses und verursachten Schäden am Haus.

### Museumsleiter in der DDR
Da Thulin nach Kriegsende unter Auflagen weiter arbeiten durfte, widmete er sich mit vollem Einsatz der Beseitigung der Kriegsschäden und der Rückführung der ausgelagerten Sammlungen. Dabei erhielt er Unterstützung von der sowjetischen Besatzungsmacht. Am 18. Februar 1946 konnte er die Lutherhalle wieder eröffnen.
Nach 1945 beendete der Staat die Mitwirkungsmöglichkeiten der Kirche im Museum. Das Kuratorium der Lutherhalle wurde abgeschafft. In den folgenden Jahren konnte Thulin die meisten Ausstellungsräume im 1. und 2. Stockwerk des Lutherhauses überarbeiten und übersichtlicher gestalten. 1951 zeigte er eine viel beachtete Ausstellung über Martin Luther während des Kirchentages in Berlin. Es gelang ihm, diese Exposition auch 1952 in Hannover bei der Tagung des Lutherischen Weltbundes vorzustellen. 1953 war die Lutherhalle neben dem Schloßmuseum in Weimar zentraler Ausstellungsort für die Ehrungen der DDR zum 400. Todestag von Lucas Cranach dem Älteren. 1960 konnte Thulin noch einmal eine viel besuchte Sonderausstellung zum 400. Todestag von Philipp Melanchthon gestalten. Es war in der DDR-Zeit Thulins Verdienst, dass die Lutherhalle ein Museum für Luther blieb und nicht in ein Museum der Frühbürgerlichen Revolution mit den Höhepunkten Bauernkrieg und Thomas Müntzer umgewandelt wurde. Im Jahre 1959 erfolgte der schärfste Angriff des Staates, der mit der Unterstützung der westlichen Kirchen und der Lutherischen Kirchen, insbesondere aus den skandinavischen Ländern, abgewehrt werden konnte.
Die Kirche, teilweise unterstützt durch die Christlich-Demokratische Union Deutschlands (DDR) (CDU), bemühte sich seitdem um die Wiederbelebung des von Vertretern des Staates und der Kirche besetzten Kuratoriums der Lutherhalle. Im Rahmen der Vorbereitungen der zum 450. Jahrestag der Reformation in der DDR geplanten Feierlichkeiten kam es zu Gesprächen im Ministerium für Kultur (DDR) und im CDU-Vorstand. Als deren Ergebnis wurde Ende 1965 unter dem Vorsitz des Bürgermeisters der Lutherstadt Wittenberg ein Beirat der Lutherhalle berufen, zu dem auch drei kirchliche Vertreter gehörten.
In der Geschichtswissenschaft der DDR setzte sich nach 1960 eine umfassendere Darstellung der Frühbürgerlichen Revolution durch, die maßgeblich von dem Leipziger Historiker Max Steinmetz geprägt wurde. Martin Luther wurde nicht mehr länger gegenüber Thomas Müntzer abgewertet, und die reformatorische Bewegung wurde neben dem Bauernkrieg eigenständig wahrgenommen.
Zum Martin-Luther-Jubiläum 1967 konnte Thulin eine in allen Räumem technisch modernisierte Ausstellung präsentieren, deren Inhalte aber im Wesentlichen unverändert geblieben waren.

## Werke (Auswahl)
- Die Christus-Statuette im Museo Nazionale Romano. In: Mitteilungen des Deutschen Archäologischen Instituts, Römische Abteilung. Band 44, 1929, S. 201–259.
- Johannes der Täufer im geistlichen Schauspiel des Mittelalters und der Reformationszeit. In: Studien über christliche Denkmäler. Heft 19, 1930.
- Die Lutherstadt Wittenberg und Torgau (Deutsche Lande - Deutsche Kunst). Deutscher Kunstverlag, Berlin 1932.
- Das wissenschaftliche Prinzip der Lutherhalle in Wittenberg. In: Lutherjahrbuch. Band 15, 1933, S. 176–198.
- Das Christusbild der Katakombenzeit. Lutherisches Verlagshaus, Berlin 1954.
- Cranachaltäre der Reformation. Evangelische Verlagsanstalt, Berlin 1955.
- Martin Luther. Sein Leben in Bildern und Zeitdokumenten. Deutscher Kunstverlag, München/Berlin 1958. Ausgabe in der DDR: Evangelische Verlagsanstalt Berlin 1963. Englische Ausgabe in den USA: A Life of Luther – told in Pictures and Narrative by the Reformer and his Contemporaries. Translated by M. O. Dietrich. Fortress Press, Philadelphia 1966.
- Lobpreis Gottes in der Sprache der Kirchenbaukunst. Evangelische Verlagsanstalt, Berlin 1960.
- Christlicher Kunstkalender Zur Ehre Gottes. 19 Jahrgänge 1953–1971, Wartburg-Verlag Max Keßler, Jena.

Herausgaben u. a.
- Reformation in Europa. Edition Leipzig 1967. Ausgaben in englischer, schwedischer und holländischer Sprache.